# Семёнов, Игорь Николаевич
И́горь Никола́евич Семёнов (род. 20 декабря 1951 года, деревня Сям-Какси Алнашского района Удмуртской АССР) — президент удмуртской национальной ассоциации «Удмурт Кенеш», председатель Государственного Совета Удмуртской республики в 2000 — 2007 годах.

## Биография
Родился 20 декабря 1951 года в деревне Сям-Какси Алнашского района Удмуртской АССР. Окончил Ижевский сельскохозяйственный институт по специальности инженер-механик.
Работал мастером производственного обучения, затем инженером по оборудованию Можгинского консервного завода, затем на предприятиях жилищно-коммунального хозяйства города Можги.
В 1998 году избран главой городского самоуправления Можги.
В 2000 году избран Председателем Государственного Совета Удмуртской республики.
В декабре 2012 года по рекомендации президента республики А. Волкова избран председателем региональной общественной организации «Удмурт Кенеш».

## Награды
- Орден Почёта
- Заслуженный работник жилищно-коммунального хозяйства Российской Федерации
- Почётный гражданин города Можги